# Савинские Карпели
Савинские Карпели — село в Сосновском районе Тамбовской области России. Входит в состав Дельнодубравского сельсовета.

## География
Савинские Карпели расположен в пределах Окско-Донской равнины, в северо-восточной части района на реке Грязнушка. Государственный природный заказник «Моршанский».
Климат
Савинские Карпели находится, как и весь район, в умеренном климатическом поясе, и входит в состав континентальной климатической области Восточно-Европейской Равнины. В среднем в год выпадает от 350 до 450 мм осадков. Весной, летом и осенью преобладают западные и южные ветра, зимой — северные и северо-восточные. Средняя скорость ветра 4-5 м/с.

## История
Впервые упоминается в 1678 году.
В историко-статистическом описании Тамбовской епархии 1911 г. сообщается, что в селе находилась Космодамиановская церковь, деревянная, холодная. Построена в 1909 г. вместо сгоревшей в 1904 году.
Согласно Закону Тамбовской области от 17 сентября 2004 года № 232-З населённый пункт вошёл в образованное муниципальное образование Троицкоросляйский сельсовет.
После упразднения Троицкоросляйского сельсовета согласно Закону Тамбовской области от 26 июля 2017 года № 128-З, 7 августа 2017 года Савинские Карпели были включены в Дельнодубравский сельсовет с административным центром в селе Дельная Дубрава.

## Население
| 2010 |
| ---- |
| 323  |

## Инфраструктура
В 1849 году из с. Перкино переведена начальная школа; позднее она не упоминается. В 1863 г. сельским обществом в арендованном помещении открыта вновь. После Октябрьской революции — начальная школа; с начала 1930-х гг. — семилетняя, с 1961 — восьмилетняя. В 2008 году школу закрыли.
Осенью 1929 года в Савинских Карпелях были созданы первые коллективные хозяйства. Это были товарищества по совместной обработке земли, которые назывались: «Красные цветки», «Красная огиба», «Красная липовица», «Центральное», «Красный Октябрь», «Солнце», «Розовки» и «Право-ламское». Позднее был создан колхоз имени Жданова.

## Транспорт
Село доступно автотранспортом. Остановка общественного транспорта «Савинские Карпели».